# История почты и почтовых марок Палестины
История почты и почтовых марок Палестины связана с её географическим положением на перекрёстке дорог империй древнего Ближнего Востока, Леванта и Среднего Востока. Почтовая связь в регионе впервые возникла в бронзовом веке, во время правления Саргона Древнего, а последующие империи в течение тысячелетия создали и использовали ряд разных систем почтовой связи.
В эпоху современной почты на территории Палестины действовали следующие почтовые администрации:
- австрийские, французские, итальянские, германские, египетские и русские почтовые отделения (благодаря договоренностям, достигнутым с Османской империей),
- Египетская экспедиционная армия,
- Британский мандат, а также
- различные промежуточные органы в преддверии Арабо-израильской войны 1947—1949 годов и после неё.

После 1948 года почтовую связь осуществляли Израиль, Египет (сектор Газа), Иордания (Западный берег реки Иордан), а с 1994 года, и Палестинская национальная администрация (сектор Газа и Западный берег реки Иордан).
Говоря об истории почты до 1948 года, большинство филателистов называют эту географическую область Палестиной или Святой землёй, хотя некоторые также использует выражение Земля Израильская («Эрец-Исраэль»). В этой статье рассматривается история почты, которая привела к появлению двух нынешних почтовых администраций региона — Государства Израиль и Палестинской национальной администрации.

## Раннее развитие почты
До современной истории почты власти разных империй организовали на территории Палестины механизмы доставки пакетов и писем.

### Древний мир
Самое раннее использование почтовой связи в этом регионе датируется Бронзовым веком, во времена правления Саргона Древнего (2333—2279 до н. э.). Его империю «связывали воедино дороги, по которым осуществлялась регулярная почтовая связь, а глиняные печати, которые применялись вместо марок, сейчас хранятся в Лувре. На них указаны имена Саргона и его сына».
Во времена правления персов (538—333 до н. э.), обширная сеть дорог, поддерживаемых персидским государством, была частью эффективной имперской почты. Создание почты и улучшение дорожной сети приписывают монарху Дарию I (521—486 до н. э.). Конные курьеры, известные как «быстрые гонцы» (персидский язык:pirradaziš), перевозили корреспонденцию между королевским двором и провинциями, останавливаясь только чтобы поесть и отдохнуть, и, если надо, сменить лошадей, на станциях снабжения, расположенных примерно на расстоянии одного дня пути друг от друга. Персидская курьерская сеть является фоном для события, описанного в Книге Есфири Ветхого Завета.

### Арабский халифат
Во времена Арабского халифата (628—1099) империя Омейядов (661—750), при которых ввели «чеканку первых чисто арабских монет» в Палестине, также располагала системой почтовой связи. Караван-сараи, располагавшиеся вдоль главных дорог с севера на юг и с востока на запад и служившие местом отдыха паломников и путешественников, способствовали функционированию почты, известной как «барид» (barid). Почта, известная под именем «барид» (Barīd) (араб. بريد‎), работала и во времена халифата Аббасидов (750—969), причём этим словом до сих пор называют почту в Арабском мире. При Фатимидах (969—1099), работала голубиная почта, впоследствии усовершенствованная мамлюками. Родословные почтовых голубей велись в специальном реестре.

### Эпоха крестоносцев
В эпоху крестоносцев (1099—1187) летописцы Первого крестового похода зафиксировали случайный перехват сообщения, предупреждавшего герцога Кесарии о прибытии крестоносных армий, когда почтовый голубь был убит соколом над военным лагерем крестоносцев в мае 1099 года. В сообщении, написанном на арабском, говорилось следующее:

«Привет от короля Акры герцогу Кесарии. Собачье племя, глупый, упрямый, буйный народ, прошёл через мою землю. Если ты ценишь свой образ жизни, ты и твои единоверцы должны нанести им урон, поскольку ты можешь легко делать, что пожелаешь. Передай это сообщение в другие города и крепости».
Оригинальный текст (англ.)
Greetings from the king of Acre to the duke of Caesarea. A generation of dogs, a foolish, headstrong, disorderly race, has gone through my land. If you value your way of life, you and others of the faith should bring harm to them, since you can easily do what you wish. Transmit this message to other cities and strongholds.

Почтовые голуби использовались в этот период на регулярной основе. Например, Эдвард Гиббон отмечает, что во время осады Акры (1189—1191) крестоносцами жители осаждённого города вели регулярную переписку с войсками султана с помощью почтовых голубей.

### Правление мамлюков
При правлении мамлюков (1270—1516) конная почта работала в Дейр-эль-Балахе, Лидде, Ладжуне и других городах на пути из Каира в Дамаск. Почта, организованная мамлюками, под руководством Бейбарса, была известна как Barīd, как и во времена арабского халифата. Племянник главного секретаря султана Бейбарса приписывал введение и развитие почты Barid мамлюками рекомендациям своего дяди, ас-Сахиба Шарафа ад-Дина Абу Мухаммеда аль-Вахаба (al-Sahib Sharaf al-Din Abu Muhammed Al-Wahab). Племянник пишет, что в ответ на просьбу Бейбарса информировать его о самых последних новостях о франках и монголах, Аль-Вахаб, «объяснил ему о том, что Barīd достигла в древние времена и во времена халифов и предложил ему [создать эту почту]; [султану] понравилась эта идея, и [он] распорядился [о её создании]».
После того как мамлюки вытеснили крестоносцев, аннексировали айюбидские княжества и разбили монгольскую армию в Анатолии, Бейбарс создал провинцию Сирия (в состав которой вошла Палестина) со столицей в Дамаске. В этот момент имперские коммуникации через территорию Палестины были настолько эффективны, что Бейбарс мог бы похвалиться, что он может сыграть в поло в Каире и в Дамаске на той же самой неделе. Между этими двумя городами поддерживалась ещё более быстрая связь с помощью голубиной почты. Её роль в организации оборонительного союза против крестоносцев была отмечена Раймундом Агилерским, который посчитал, что это довольно «нечестно».

## Османское правление

### Развитие почтовой связи
Во время пребывания Палестины в составе Османской империи (1516—1918) на её территории были в обращении почтовые марки, выпускаемые османскими властями. В 1834 году после улучшения системы транспорта и связи в Османской империи была создана новая имперская почта. Османские почтовые отделения работали почти во всех крупных городах Палестины, в том числе в Акко, Хайфе, Цфате, Тверии, Наблусе, Иерусалиме, Яффе и Газе. Благодаря работе филателистов-исследователей стало возможным воссоздание достоверного списка почтовых отделений Османской империи в Палестине.
Султанский указ от 12 рамазана 1256 года (14 октября 1840 года) привёл к значительному улучшению работы османской почты и созданию сети установленных маршрутов регулярной перевозки корреспонденции конными курьерами («татарами»). Начиная с 1841 года, маршрут на Бейрут был продлён до Палестины и проходил из Бейрута через Дамаск и Акко в Иерусалим.
Почтовая связь на местном уровне организовывалась губернаторами провинций, при этом право взятия её в аренду (posta mültesimi) ежегодно выставлялось на аукцион в марте. Сообщается, что в 1846 году аренду получили итальянские предприниматели Сантелли (Santelli) и Мичарелли (Micciarelli), которые обслуживали почтовую связь из Иерусалима в Рамле, Яффу, Тир и Сайду.
К 1852 году доставка почты осуществлялась еженедельно из Сайды через Тир, Акко (на Бейрут), Хайфу и Яффу в Иерусалим, также с 1856 года добавился Наблус. В том же году открылись два новых маршрута: Иерусалим-Хеврон-Газа и Тверия-Назарет-Шефа-Амр-Акко. В 1867 году почта по маршруту Иерусалим—Яффа доставлялась дважды в неделю, а с 1884 года по маршруту Наблус—Яффа — ежедневно.
В последнее столетие османского правления помимо государственной почты Османской империи на её территории было разрешено осуществлять почтовую связь ещё до шести иностранным государствам. В основе таких прав лежали капитуляции и другие двусторонние международные договоры. В начале Первой мировой войны османские власти аннулировали специальные почтовые права, которые имели эти иностранные государства на территории империи. С 1900 года и до окончания войны гражданам Османской империи, в том числе и проживающим в Палестине, запрещалось пользоваться услугами иностранных почтовых отделений.
В путеводителе «A Handbook for Travellers in Syria and Palestine» (1858), Josias Leslie Porter описывает османскую почту того времени:

Почта в Сирии находится ещё на раннем этапе своего развития. Между Иерусалимом и Бейрутом почта доставляется еженедельно, покрывая это расстояние примерно за четыре дня, дважды в неделю осуществляется доставка почты между Дамаском и Бейрутом, на что уходит около 22 часов в хорошую погоду, но порой две недели зимой, при этом ещё есть еженедельный «татар» из Дамаска в Хумс, Хаму, Алеппо и Константинополь — проезжающий весь путь за 12 дней. Он выезжает в среду. На всех письмах, отправляемых по этим маршрутам, адрес должен указываться на арабском или турецком языке, при этом они оплачиваются предварительно. У турецкой почты нет связи с почтовыми ведомствами других стран, вследствие этого письма для других государств следует отправлять либо через консулов, либо через почтовых агентов этих государств, проживающих в морских портах.
Оригинальный текст (англ.)
The Post Office in Syria is yet in its infancy. There are weekly mails between Jerusalem and Beyrout, performing the distance in about four days; there is a bi-weekly post between Damascus and Beyrout, taking about 22 hours in fine weather, but occasionally a fortnight in winter; and there is a weekly Tartar from Damascus to Hums, Hamâh, Aleppo and Constantinople—making the whole distance in 12 days. He leaves on Wednesday. All letters by these routes must be addressed in Arabic or Turkish, and prepaid. The Turkish posts have no connection with those of any other country; and consequently letters for foreign countries must be sent either through the consuls, or the post agents of those countries, resident at the seaports.

#### Османские почтовые отделения
Первоначально все почтовые конторы имели статус промежуточных станций, и письма гасились почтовыми штемпелями только в почтовом отделении Бейрута, с единственным исключением: считается, что отметки «Джебель Любнан» ставились на промежуточной станции Стаура (Staura, Ливан). В 1860-е годы большинство промежуточных станций стали почтовыми отделениями и обзавелись собственными почтовыми штемпелями, вначале только штампами-негативами (на оттисках текст остаётся неокрашенным и выглядит как белые буквы на тёмном фоне). Почтовые штемпели почтового отдела почтового отделения, как правило, содержали слова «posta shubesi», в отличие от слов «telegraf hanei» на штемпелях телеграфного отдела. В 1860 году на территории Палестины работало десять почтовых контор. В 1900 году их стало 20, а в 1917 году — 32. Почтовые вагоны имелись на трёх маршрутах: Яффа — Иерусалим, Дамаск — Хайфа и Мессудши — Наблус. На других маршрутах почтовые штемпели почтовых вагонов неизвестны.

#### Османские почтовые тарифы
В XIX—XX веках, в период с 1840 по 1918 год, в Османской империи действовали почтовые тарифы. Султанский указ от 12 рамазана 1256 года и более поздние постановления проводили различие между тремя видами почтовых отправлений: простые письма, заказные письма (пометки te’ahudd olunmoshdur), и служебные письма (пометки tahirat-i mühümme). Суммы почтового сбора рассчитывались по виду почтового отправления, его весу и расстоянию (измерялось в часах): в 1840 году стоимость пересылки простого письма весом менее 10 г составляла за один час 1 пара. Специальный почтовый сбор взимался за пересылку образцов, ценных писем, спешной почты, печатных изданий и т. п. Размеры почтового сбора часто менялись, при этом с годами вводились новые почтовые услуги. После вступления Османской империи во Всемирный почтовый союз 1 июля 1875 года, её международные тарифы были приведены в соответствие правилам ВПС.

### Иностранные почтовые отделения
Австрия и Франция получили разрешение на оказание почтовых услуг в главных городах Османской империи уже в 1837 году. В 1852 году обе эти страны открыли заграничные почтовые отделения в главных городах Палестины. За ними последовали другие европейские страны: Россия в 1856 году, Германия в 1898 году и Италия в 1908 году. Заграничные почтовые отделения способствовали поддерживанию семейных и социальных связей и переводу денег из Европы в Святую землю.

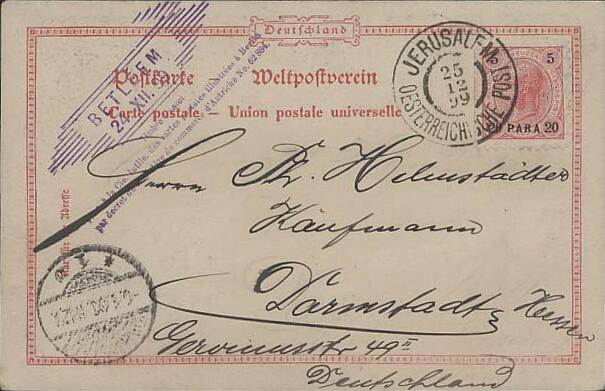
Почтовая карточка, отправленная в Рождество 1899 года из Вифлеема частным курьером в Иерусалим, а затем австрийской почтой в Германию

#### Российские
В начале XIX века русские проложили судоходные маршруты в восточном средиземноморье и наладили почтовую связь. Русская почта в Османской империи начала работать в 1856 году с помощью «Русского общества пароходства и торговли» (РОПиТ). РОПиТ переправляло почту между различными почтовыми отделениями и направляло её в Россию через Одессу, при этом в 1863 году его почтовые отделения были приравнены к обычным почтовым отделениям в России. Судоходно-почтовые конторы РОПиТа работали в Акке (1868—1873), Хайфе (1859—1860, 1906—1914), Яффе (1857—1914) и Иерусалиме (1901—1914).

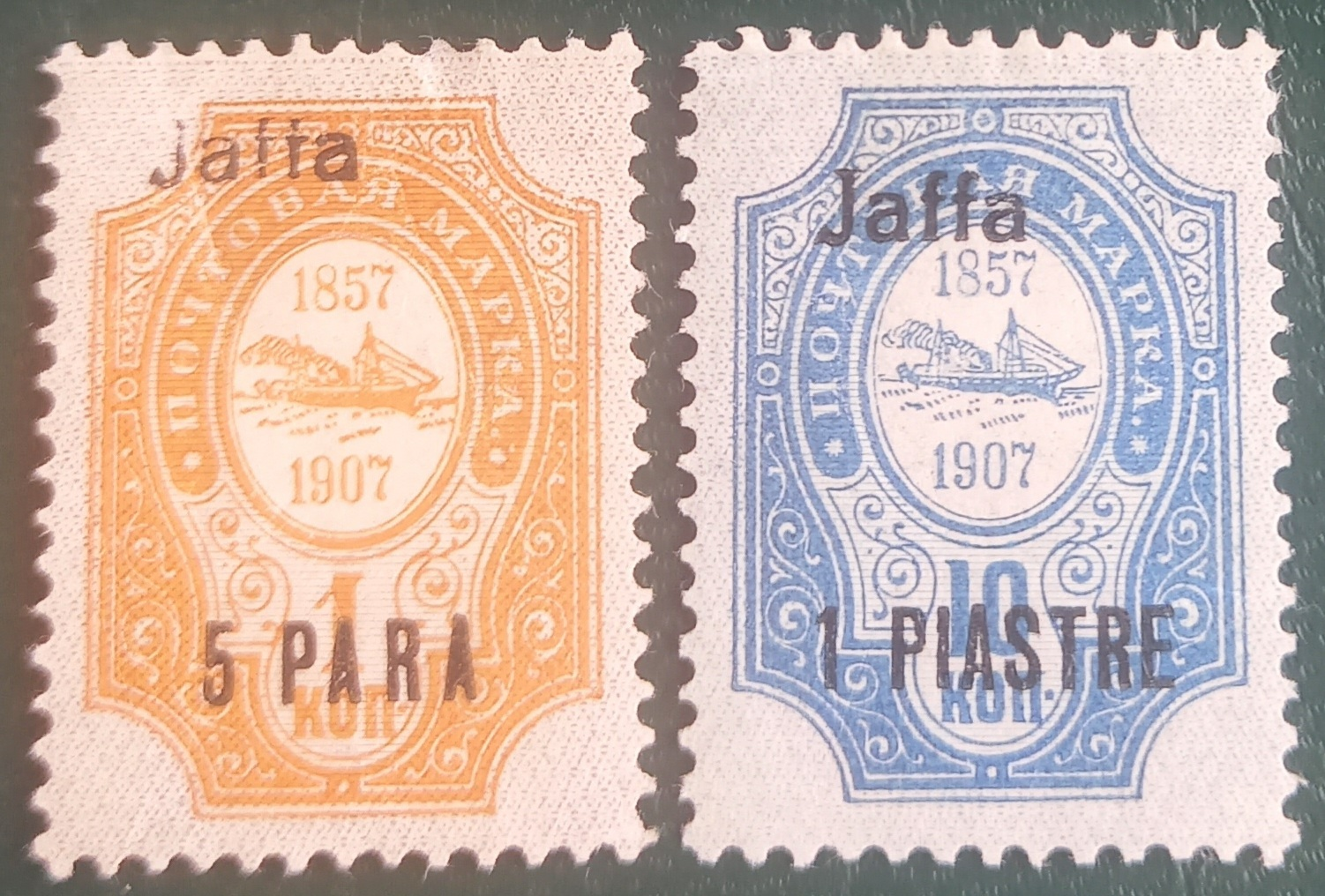
Почтовые марки русской почты в Палестине номиналом в 5 пара и 1 пиастр (1907 год)

#### Австрийские

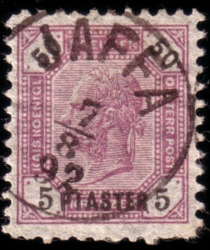
Почтовая марка Австрии: надпечатка номинала «5 пиастров» на обычной австрийской марке номиналом 50 крейцеров, погашенная 7 августа 1892 года в Яффе

Австрийская империя создала почту в Средиземноморье с помощью пароходной компании «Австрийский Ллойд». Почтовые учреждения «Ллойда» работали в Яффе (1854), Хайфе (1854) и Иерусалиме (1852). Эти три учреждения позднее стали «отделениями Австрийской императорской и королевской почты»: Иерусалим (март 1859), Яффа и Хайфа (1 февраля 1858). Агентства по сбору и пересылке писем существовали в Меа-Шеариме (Иерусалим), Сафеде и Тверии. Сафед и Тиверия обслуживались частной курьерской службой, организуемой через местного австрийского консульского агента. Назарет и Вифлеем никогда не входили в сферу действия австрийцев, поэтому такие штампы, обнаруживаемые на почтовых материалах, и транспортировка таких писем в Иерусалим организовывались исключительно частным образом.
В ряде еврейских поселений местные торговцы или чиновники выступали в роли вспомогательных агентов по сбору и хранению почты: Гедера, Хадера, Кастина или Беэр-Товия, Петах-Тиква, Реховот, Ришон-ле-Цион, Явнеэль, Зихрон-Яаков. По специальной договоренности, чтобы поощрять к использованию австрийской почты для пересылки корреспонденции за границу, австрийская почта осуществляла доставку писем и открыток между упомянутыми еврейскими поселениями бесплатно. В использовании местных виньеток или виньеток Еврейского национального фонда (JNF) на таких почтовых отправлениях не было никакой нужды, поэтому они известны только на почтовых отправлениях филателистического характера.
В обращении находились австрийские почтовые марки, выпущенные для Ломбардо-Венецианского королевства, а после 1867 года — марки австрийского Леванта.

#### Французские
Франция имела ряд почтовых отделений в Османской империи, зачастую работавших при французских консульствах в соответствующих городах. На территории Палестины работали три почтовых отделения: в Яффе (1852), Иерусалиме (1890) и Хайфе (1906). В обращении были обычные французские почтовые марки, после 1885 года — марки с надпечаткой османской валюты, а с 1902 года — также почтовые марки французского Леванта Французскую почту Портер описывал как «быструю и надежную, хотя и с частыми изменениями». Французские почтовые пароходы компании Compagnie des Services Maritimes des Messageries Nationales, известные как Messagerie Imperiale («Почтовые линии»), каждые две недели отправлялись от берегов Сирии в Александрию и Константинополь. Из портов Александретты, Латакии, Триполи, Бейрута и Яффы письма можно было отправлять в Италию, Францию, Англию или Америку.

#### Германские

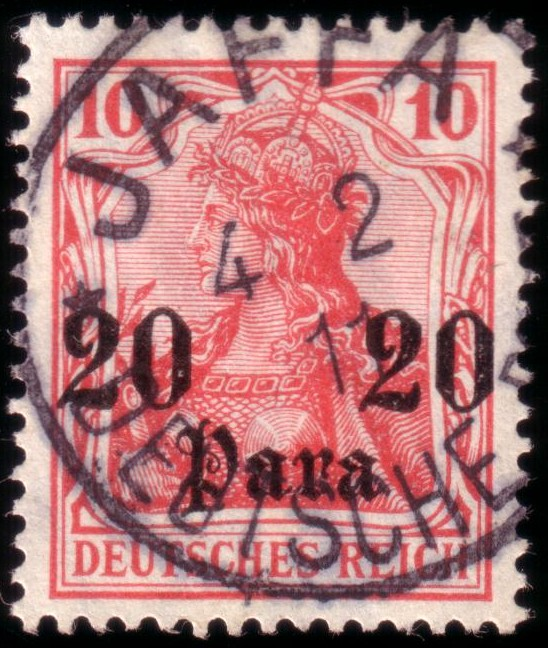
Марка германского Леванта с надпечаткой 20 пара на 10 пфеннигах, 1906, погашенная в Яффе 4 февраля 1911 года

Германская империя открыла своё первое почтовое отделение 1 октября 1898 года в Яффе. 1 марта 1900 года открылось отделение в Иерусалиме. Оба они были закрыты в сентябре 1914 года после начала Первой мировой войны.
Вспомогательные бюро по сбору почтовых отправлений имелись в Рамле (1902), Ришон ЛеЦионе (1905), Вильгельме-Хамидийе (1905), Сароне (1910), Эммаусе (1909), Себил-Абу-Неббуте (Sebil Abu Nebbut; 1902, карантинный пункт на границе города Яффа) и в Яффских воротах Иерусалима. Пункты сбора почты также присутствовали в Бейт-Джале, Вифлееме, Хевроне и Рамалле. В обращении находилились обычные германские почтовые марки, а также марки с надпечаткой номинала в османской и французской валютах. Гашение почтовых марок производилось только в трёх упомянутых почтовых отделениях, на почтовых отправлениях из бюро ставились прямоугольные штампы.

#### Итальянские
Итальянское почтовое отделение в Иерусалиме открылось 1 июня 1908 года. Временно закрытое с 1 октября 1911 года по 30 ноября 1912 года, оно работало до 30 сентября 1914 года. В обращении находились обычные почтовые марки Италии (без надпечаток), марки с надпечатками номинала в турецкой валюте марки с надпечаткой итал. «Gerusalemme» (Иерусалим).

#### Египетские
Почтовое отделение Египта работало в Яффе с июля 1870 года по февраль 1872 года. Надпись на почтовом штемпеле: «V. R. Poste Egiziane Iaffa». Также существует штамп Интерпостал для Яффы.

#### Прочие
Англичане, путешествующие в этом регионе, могли получать почту из-за рубежа, если она была адресована английским консулам в Бейруте, Алеппо, Иерусалиме или Дамаске, либо какому-либо купцу или банкиру.

## Британская военная и гражданская администрация
В период с 1917 по 1948 год Палестина находилась под управлением британской военной и гражданской администраций.

### Британская Египетская экспедиционная армия
В ноябре 1917 года британская Египетская экспедиционная армия оккупировала Палестину. Вначале Египетская экспедиционная армия (и Индийская экспедиционная армия) оказывали гражданскому населению базовые почтовые услуги бесплатно, при этом дополнительные услуги оплачивались британскими или индийскими почтовыми марками. От бесплатной пересылки писем отказались, напечатав соответствующие почтовые марки. Две марки с надписью «E. E. F.» (сокращённо от «Egyptian Expeditionary Force», Египетская экспедиционная армия) номиналом 1 пиастр и 5 миллиемов были эмитированы в феврале 1918 года, первые стандартные марки (11 номиналов) вышли в обращение с июня 1918 года. Эти марки египетской экспедиционной армии были в употреблении на территории Палестины, Киликии, Сирии, Ливана и Трансиордании (Transjordan).

Почтовые марки, выпущенные Египетской экспедиционной армией (декабрь 1918)
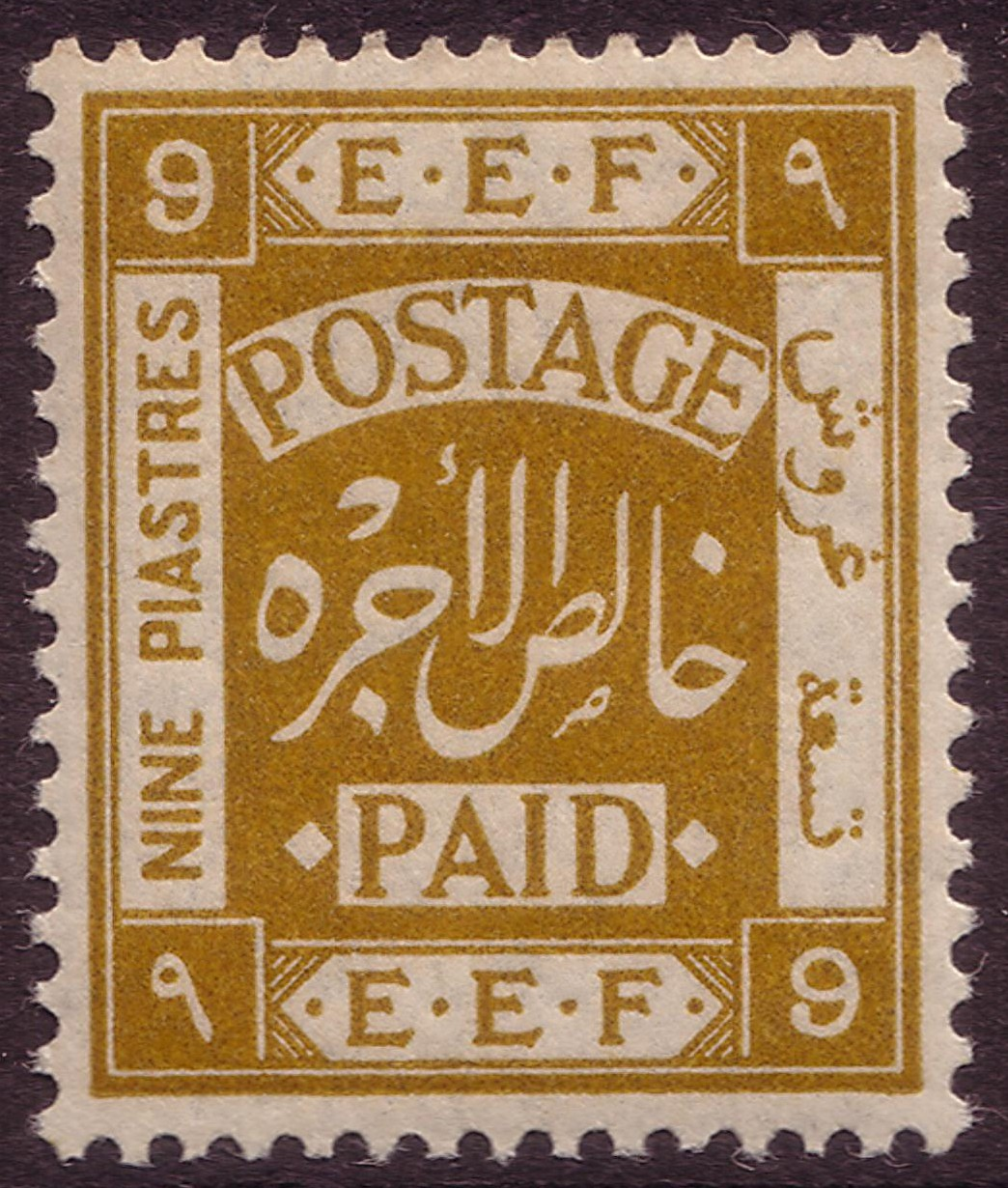
9 пиастров (SG #13)
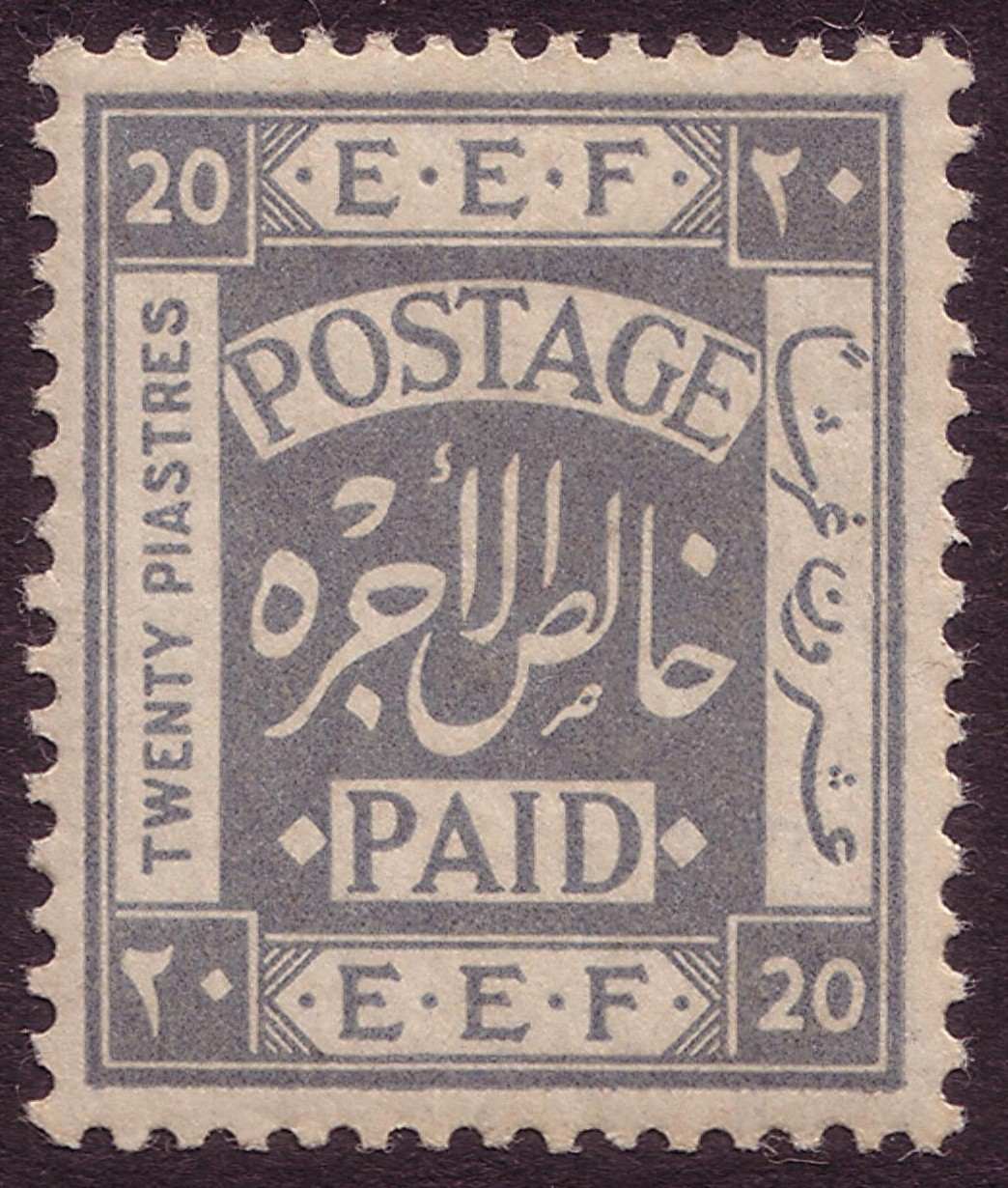
20 пиастров (SG #15)

До Британского мандата в Палестине иврит не был официальным языком, поэтому на этих марках, помимо английского надписи были только на арабском языке. Почта британской Египетской экспедиционной армии функционировала до 1920 года.

### Британский мандат
В 1920 году Трансиордания была отделена, и в почтовом обращении появились различительные надпечатки для обеих территорий.
Когда Палестина перешла в ведение гражданской администрации Британского мандата в Палестине, в соответствии с правилами Лиги Наций Верховный комиссар разрешил выпуск почтовых марок и монет с текстами на трёх официальных языках Британского мандата в Палестине: английском, арабском и иврите. В период с 1920 по 1923 год были выпущены шесть разных надпечаток: четыре — в Иерусалиме, две — в Лондоне.

Марки Британского мандата Палестины с надпечаткой на арабском, английском и иврите
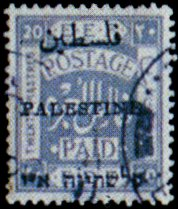
20 пиастров, тип «Иерусалим V», 1921 (SG #59)
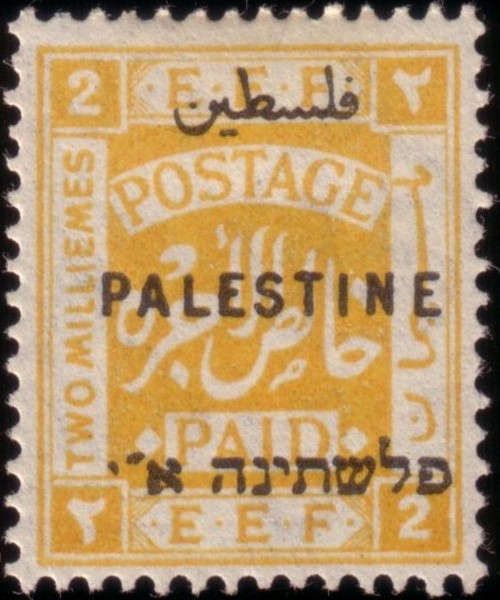
2 миллиема, тип «Лондон II», 1922 (SG #72)

Местные евреи и арабы лоббировали англичан в отношении надпечатки (на рис.):

«Евреи-члены [Консультативного] совета возражали против транслитерации на иврите слова „Палестина“ на том основании, что традиционным названием было „Земля Израильская“, но арабы-члены совета не соглашались с таким обозначением, которое, по их мнению, имело политическое значение. Поэтому Верховный комиссар решил, в качестве компромисса, что следует использовать транслитерацию на иврите, за которой всегда должны стоять две первые буквы „алеф“ и „йуд“, именно это словосочетание всегда использовалось на монетах и почтовых марках Палестины, а также во всех ссылках в официальных документах».
Оригинальный текст (англ.)
The Jewish members of the [Advisory] Council objected to the Hebrew transliteration of the word «Palestine», on the ground that the traditional name was «Eretz Israel», but the Arab members would not agree to this designation, which, in their view, had political significance. The High Commissioner therefore decided, as a compromise, that the Hebrew transliteration should be used, followed always by the two initial letters of «Eretz Yisrael», Aleph Yod, and this combination was always used on the coinage and stamps of Palestine and in all references in official documents.

В период действия мандата почтовую связь осуществляли британские власти. Британская почта разработала рисунки первых четырёх марок в 1923 году, по предложению Верховного комиссара Герберта Сэмюэла, после публичного приглашения к созданию рисунков марок. Первые номиналы этой стандартной серии вышли 1 июня 1927 года. На марках были изображены гробница Рахели, башня Давида, Купол Скалы, вид мечети в Тверии и Тивериадское озеро. По словам Рейда (Reid), виды Британского мандата были тщательно сбалансированы с местами, значимыми для мусульман, евреев и христиан.

Марки Британского мандата Палестины с надписью на арабском, английском и иврите
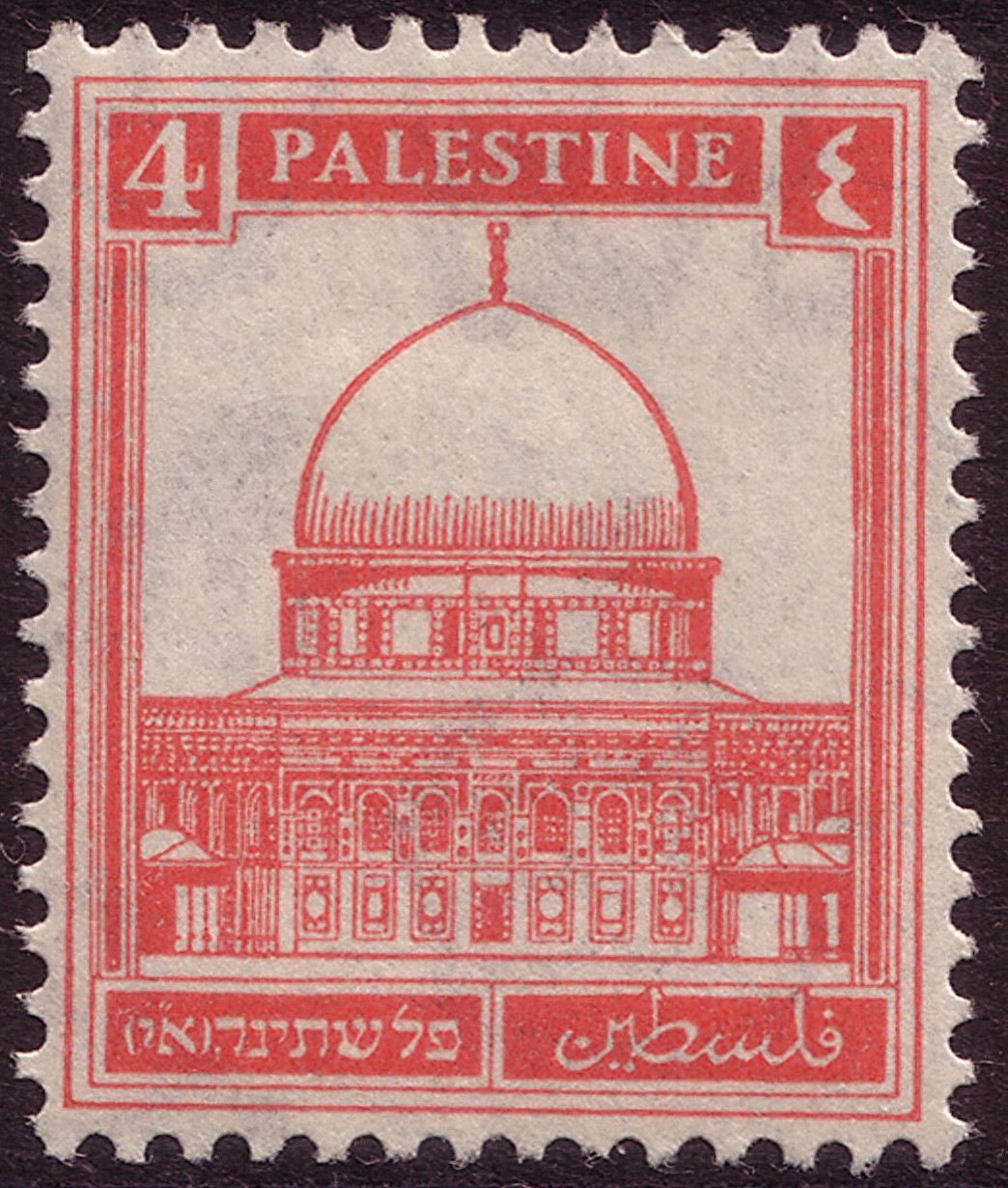
4 милса, Купол Скалы, разновидность на тонкой бумаге, 1927 (SG #92)
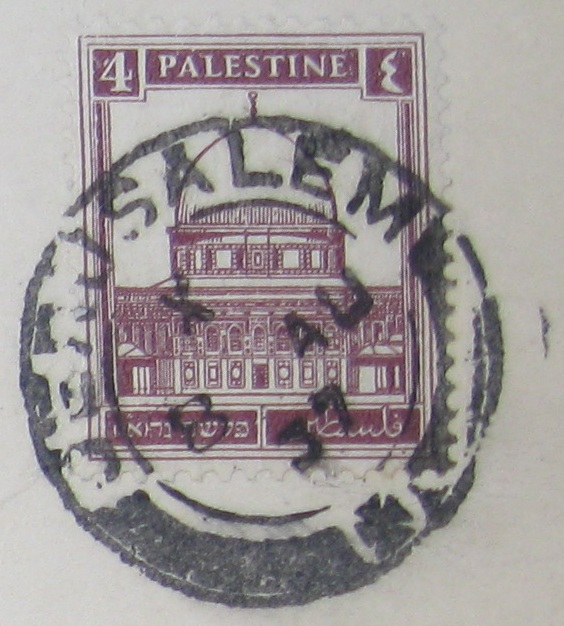
То же, другого цвета
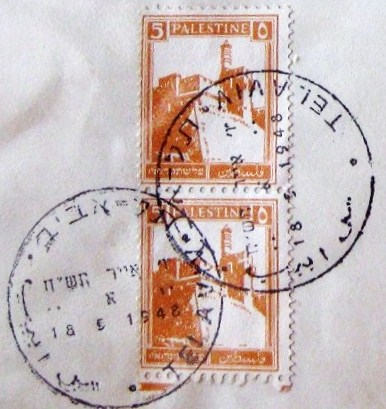
5 милсов, башня Давида
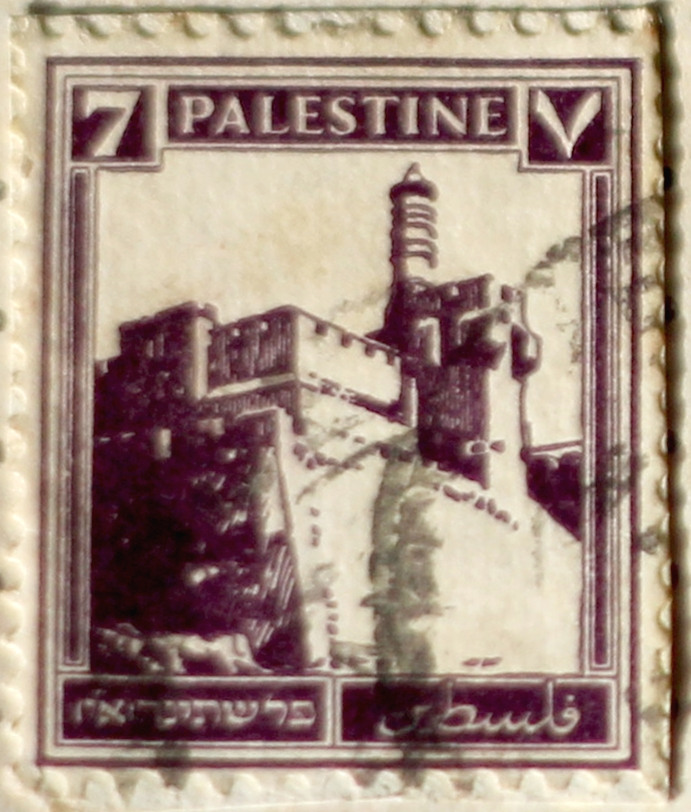
То же, 7 милсов
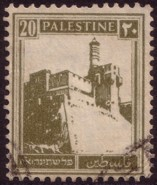
То же, 20 милсов, 1927 (SG #T11)
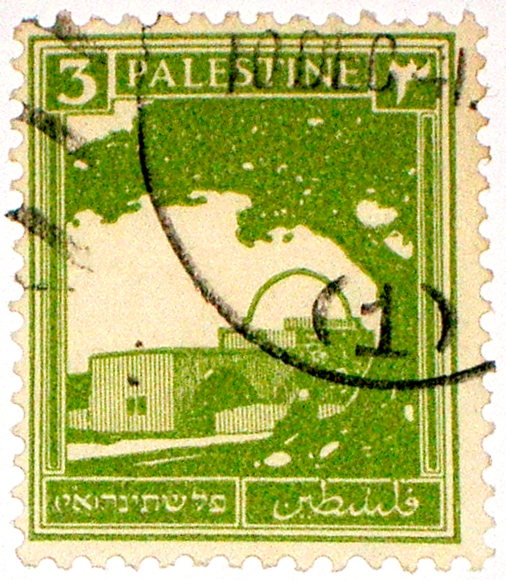
3 милса, гробница Рахили, 1928

Почтовая связь, организованная мандатными властями, имела репутацию лучшей на Ближнем Востоке. Письма доставлялись ежедневно в Иерусалим. Палестина вступила во Всемирный почтовый союз в октябре 1923 года. Перевозка почты осуществлялась судами, поездами, автомобилями и лошадьми, а после 1927 года также и воздушным транспортом. В 1926 году началась реализация и обмен Международными ответными купонами, а с 1 января 1935 года — Имперскими ответными купонами.
В 1933 году британские почтовые отделения в Палестине и Ираке первыми стали использовать авиапочтовые письма-карточки (аэрограммы).

Виды авиапочтовых отправлений времён Британского мандата Палестины
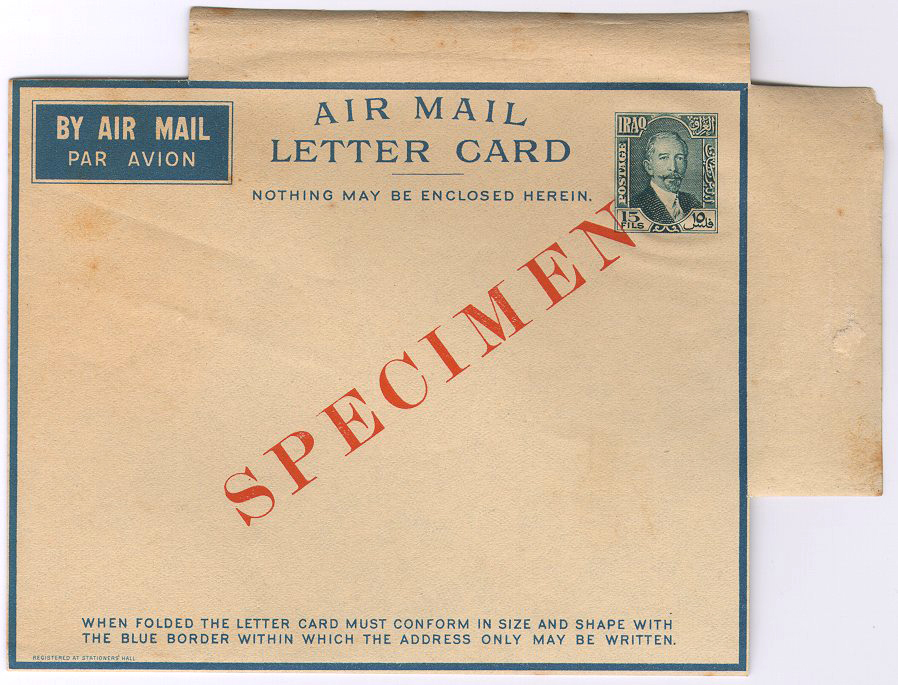
Первая аэрограмма (авиапочтовое письмо-карточка) Ирака (1933, образец)
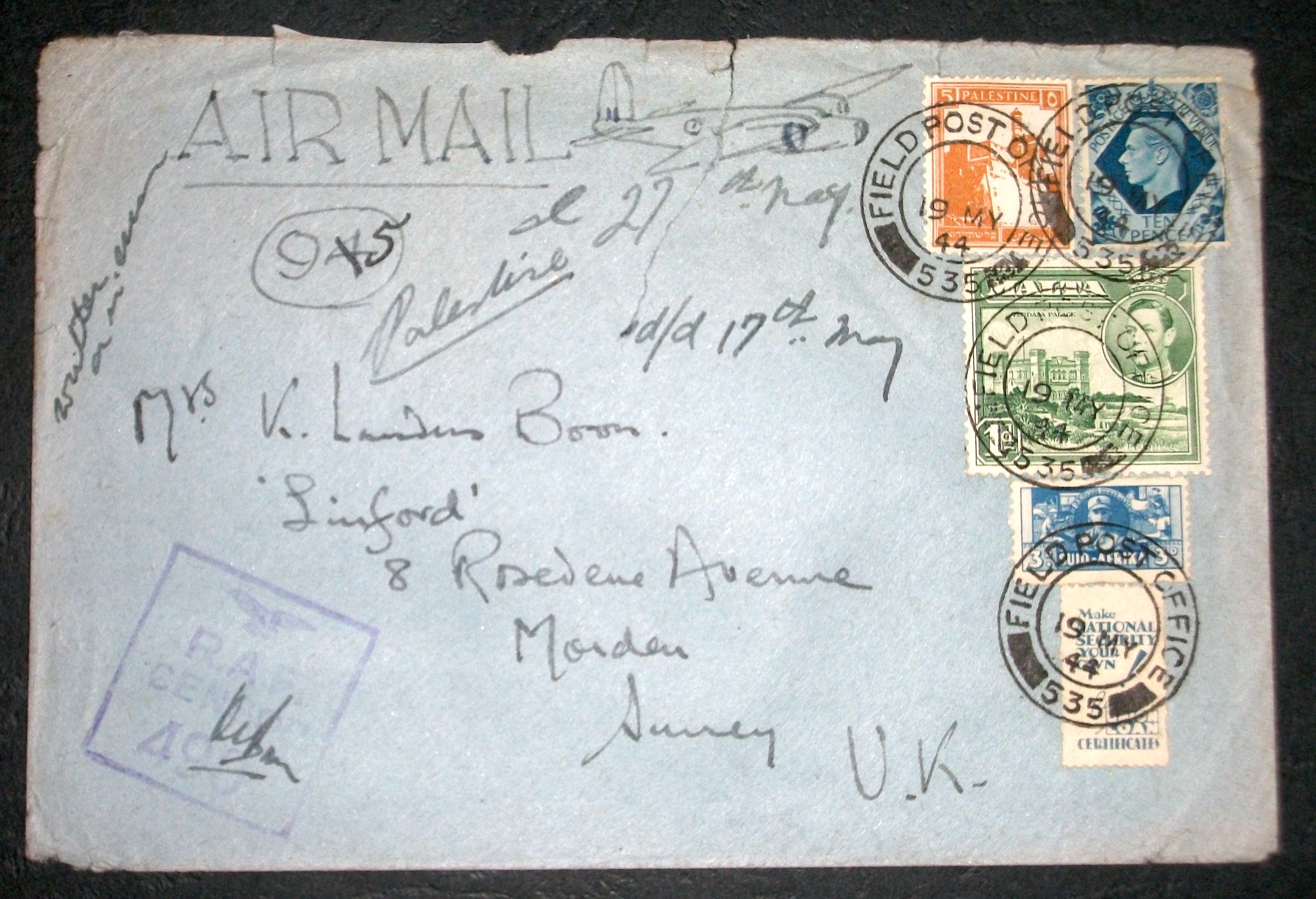
Авиапочтовое письмо из Палестины в Англию (1944)

В период нестабильности 1947—1948 годов работа британской почты ухудшилась, и до раздела Палестины и образования государства Израиль её сменила временная переходная почтовая служба. Непосредственно перед официальным окончанием действия Британского мандата в Палестине мандатная администрация уничтожила имеющиеся запасы почтовых марок и вывела Палестину из Всемирного почтового союза. Всего в период с 1918 по 1942 год англичанами были выпущены 104 почтовые марки с названием «Палестина».

### Мандатные почтовые отделения

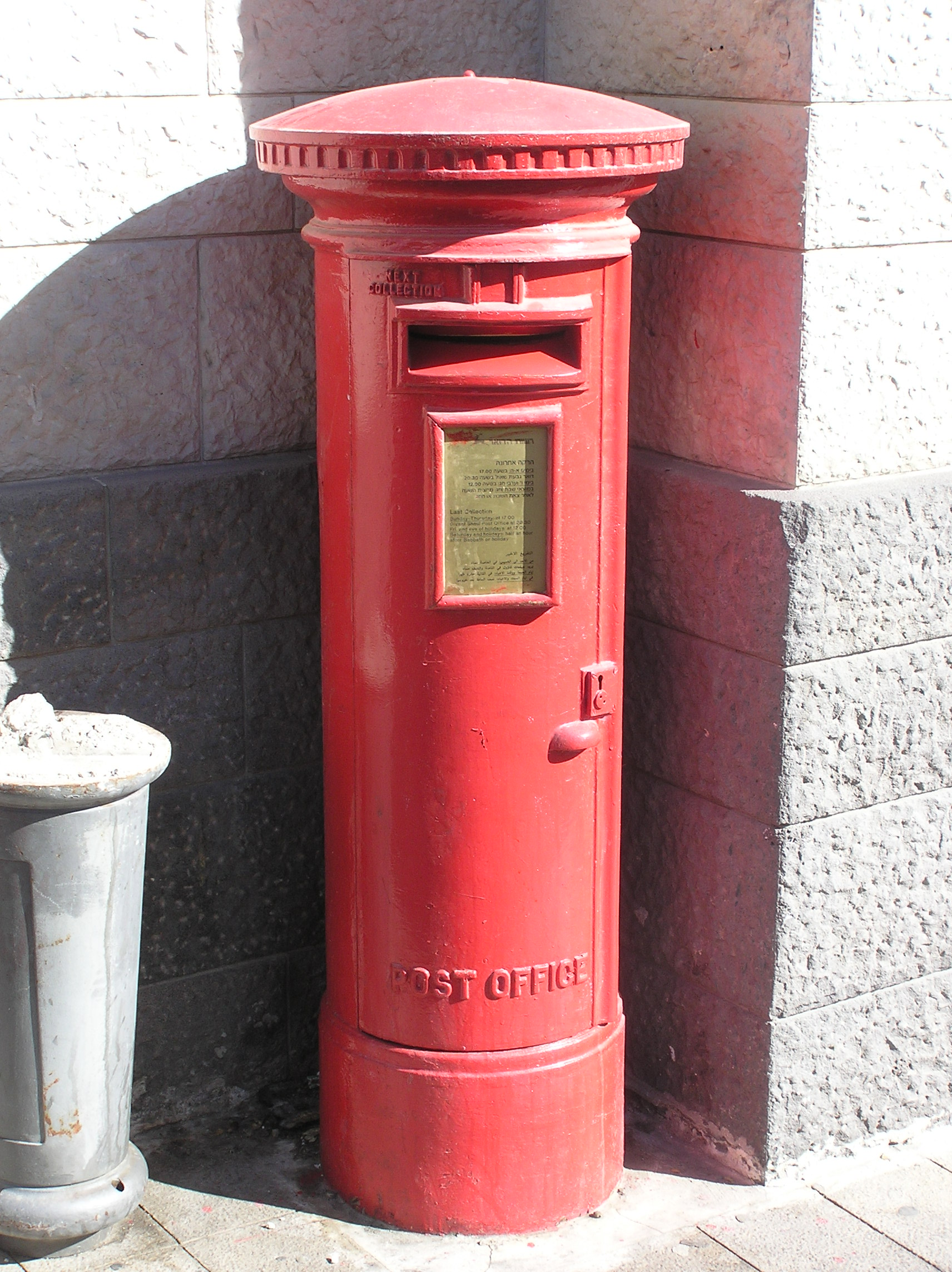
Почтовый ящик времён британского мандата

Во время Британского мандата в Палестине работало около 160 почтовых отделений, сельских почтовых пунктов, почтовых вагонов и городских почтовых пунктов, некоторые лишь несколько месяцев, другие — в течение всего этого времени. После наступления союзных войск в 1917 и 1918 году почтовые услуги местному гражданскому населению вначале оказывали почтовые отделения полевой почты (Field Post Offices) и армейские почтовые отделения (Army Post Offices). Некоторые из последних были преобразованы в стационарные армейские (Stationary Army Post Offices) и стали гражданскими почтовыми отделениями после формирования гражданской администрации. В 1919 году насчитывалось 15 почтовых отделений. К 1939 году их число увеличилось почти до 100, и примерно до 150 — к окончанию действия мандата в мае 1948 года. Поскольку большая часть архивов главного почтамта Иерусалима не сохранилась, исследования в значительной степени зависят от установления филателистами разных почтовых штемпелей и сроков их использования.

### Мандатные почтовые тарифы
После оккупации союзными войсками в 1917 году пересылка простых почтовых отправлений была бесплатной для гражданских лиц. Почтовый сбор за заказные почтовые отправления и за посылки должен был оплачиваться наклеиванием почтовых марок Великобритании или Британской Индии. Сразу по поступлении в продажу напечатанных в Каире почтовых марок Египетской экспедиционной армии стала платной пересылка почтовых отправлений за границу с 10 февраля 1918 года, а с 16 февраля 1918 года — и пересылка почты на оккупированные в то время территории и в Египет.
Структура почтовых сборов в целом следовала английской практике, с годами добавлялись новые виды услуг, такие как авиапочта и спешная доставка. С 1926 года в отношении корреспонденции, отправляемой в Британию и Ирландию, действовали сниженные тарифы, а с 1 марта 1938 года по 4 сентября 1939 года Палестина входила в систему авиапочтовых тарифов «Вся империя» (All Up Empire).

## Переходная и местная почтовая связь
В начале 1948 года, по мере ухода британской администрации, регион претерпел резкий переходный период, затронувший весь сектор государственных услуг. Согласно имеющимся сведениям, почтовая связь была хаотичной и ненадёжной. В апреле закрылись почти все британские почтовые предприятия. Сельская почтовая связь перестала функционировать 15 апреля, а к концу апреля 1948 года перестали работать остальные почтовые отделения, кроме почтамтов в Хайфе, Яффе, Иерусалиме и Тель-Авиве, которые продержались до 5 мая.
Утверждается, что консульство Франции в Иерусалиме выпустило марки в мае 1948 года для своего персонала и проживающих там французских граждан. Предположительно, французские марки выпускались тремя выпусками: первым и вторым выпусками были марки «Affaires Étrangères» («иностранные дела»), с надписью gratis («бесплатно»), но с надпечаткой, тогда как третьим выпуском стали почтовые марки типа «Марианна» (номиналом 6 франков), поступившие из Франции к концу мая. Консульство изготовило собственный штемпель гашения: Jerusalem Postes Françaises («Иерусалим. Французская почта»). Проведённые филателистами исследования показали, что французская консульская почта носит мошеннический характер. Мошеннические действия совершил сын тогдашнего французского консула, хотя другие филателисты продолжают настаивать, что эта почта вместе и её марки — настоящие.

### Временное правительство Израиля

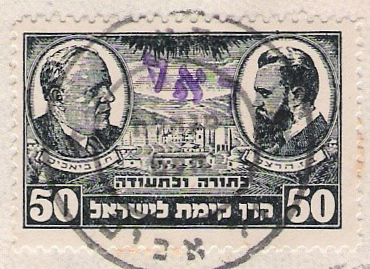
Марка Еврейского национального фонда с тель-авивской надпечаткой «Doar» («Почтовый сбор», май 1948)

В мае 1948 года у временного правительства Израиля, не было наготове собственных почтовых марок, поэтому оно воспользовалось имеющимися виньетками как виньетками Еврейского национального фонда (далее — «ЕНФ»), которые печатались с 1902 года для целей сбора денежных средств, так и местными общинными налоговыми марками. На виньетках Еврейского национального фонда была сделана надпечатка на иврите, означающая «почтовый сбор» («doar»), тогда как на местных общинных налоговых марках надпечатки не ставились. Почтовые марки ЕНФ печатались с 3 по 14 мая 1948 года, их реализация была прекращена 14 мая 1948 года. Остатки марок было приказано вернуть и уничтожить. Использование этих почтовых марок допускалось до 22 мая 1948 года. В этот период мандатные почтовые тарифы оставались без изменений.
Поскольку Иерусалим находился в осаде, его жители продолжали пользоваться марками ЕНФ до 20 июня 1948 года, когда в город поступили почтовые марки Израиля. На этих марках с надпечаткой печати ЕНФ была изображена карта плана ООН по разделу Палестины.
Временным правительством была использована 31 оригинальная виньетка ЕНФ. Из-за различных номиналов и надпечаток каталогизировано, по меньшей мере, 104 их варианта. На восьми марках изображены еврейские парашютисты-десантники Управления специальных операций, погибшие во время Второй мировой войны, среди которых Абба Бердичев, Хане Сенеш, Хавива Рейк, Энцо Серени. Также ЕНФ посвятил марки кибуцам Ханита и Тират-Цви, Еврейской бригаде, Техниону, восстанию в Варшавском гетто, судну, нелегально перевозящему иммигрантов, а также сионистам Иегошуа Ханкину, Хаиму Вейцману, Элиэзеру Бен-Йехуде, Теодору Герцлю и Хаиму Нахману Бялику.

### Местная почта

#### Цфат
В городе Цфате (Сафеде) после ухода в апреле англичан свой контроль пыталась установить «Хагана». Эта еврейская полувоенная организация привлекла некоего почтового служащего к напечатанию почтовых конвертов (так и не поступивших в обращение) и 2200 марок номиналом 10 милей. На марках была надпись на иврите: Safed mail Eretz Israel. Проштемпелёванная корреспонденция переправлялась Хаганой через Рош-Пинну. Эти в спешном порядке выпущенные в Цфате марки стали единственными марками, выпущенными «Хаганой».
16 мая 1948 года в Цфате поступили в продажу почтовые марки типа «Doar Ivri», выпущенные Временным правительством.

#### Ришон-ле-Цион
В сельском поселении Ришон-ле-Цион местный совет проголосовал за выпуск собственных почтовых марок и организацию почтовой связи с помощью бронированных автомобилей. Марки впервые поступили в продажу 4 апреля 1948 года, более чем за месяц до создания государства Израиль, а почтовое обслуживание было прекращено 6 мая. Выпуск этих марок не был разрешён Временным правительством.

#### Нагария
Во время Арабо-израильской войны 1948 года город Нагария был отрезан, и местная администрация выпустила местные почтовые марки без разрешения Временного правительства.

## После 1948 года
После 1948 года в регионе действовали почтовые администрации Египта, Иордании, Израиля, а после Соглашений в Осло, и Палестинской национальной администрации (с 1994 года).

### Египет и Иордания

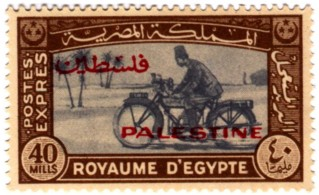
Египетская марка экспресс-почты 1944 года с надпечатками «Палестина» — Palestine и فلسطين (1948)

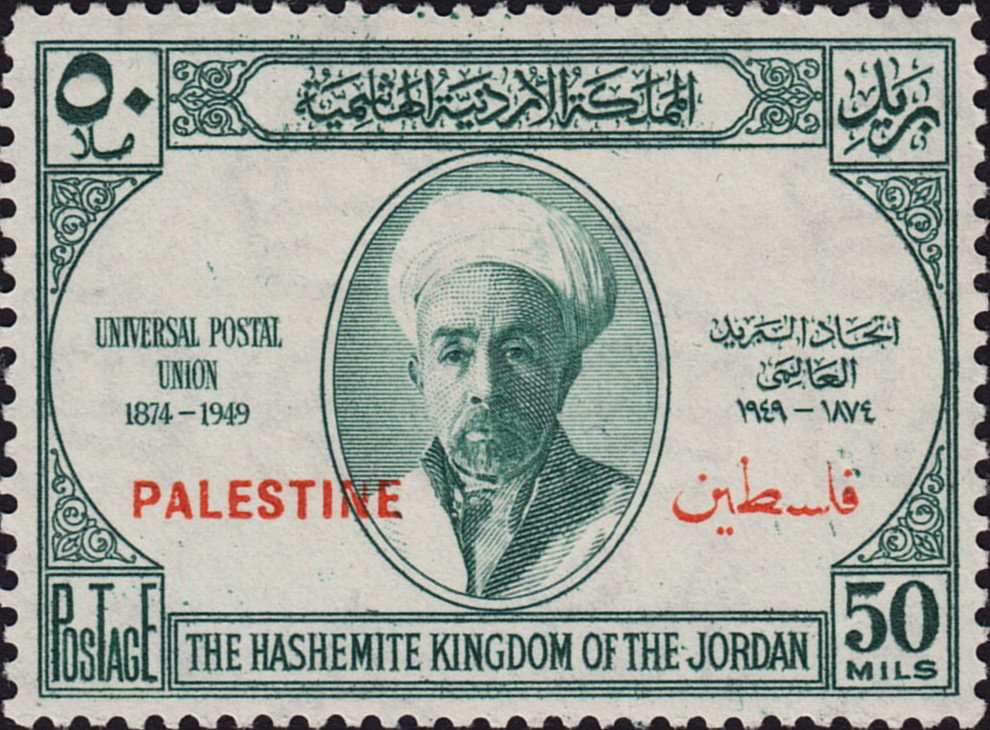
Иорданская марка 1949 года с надпечатками «Палестина» — Palestine и فلسطين (1949)

Египет и Иордания обеспечивали почтовыми марками захваченные ими Газу, Западный берег реки Иордан и Восточный Иерусалим в период между Арабо-израильской войной (1948) и Шестидневной войной (1967). Оба государства делали надпечатки на собственных почтовых марках слова «Palestine» («Палестина»). Из таких марок с текстом «Палестина» в каталоге «Скотт» указаны 44 почтовые марки, выпущенные Иорданией, и 180 марок, выпущенных Египтом. Иногда Верховный арабский комитет и другие организации выпускали пропагандистские виньетки.
Уже к 5 мая 1948 года Египет организовал почтовую связь и выпустил надпечатки на египетских марках с названием «Палестина» на арабском и английском языках. Египет в основном использовал стандартные марки наряду с одной маркой спешной почты, с изображением мотоцикла, а также авиапочтовые марки с изображением короля Фарука.
На территории Западного берега р. Иордан, с 1948 года и до его аннексии в 1950 году, Трансиордания эмитировала почтовые марки с надпечатками текста «Палестина» на арабском и английском языках, используя стандартные марки, доплатные марки и обязательные налоговые марки.

### Израиль

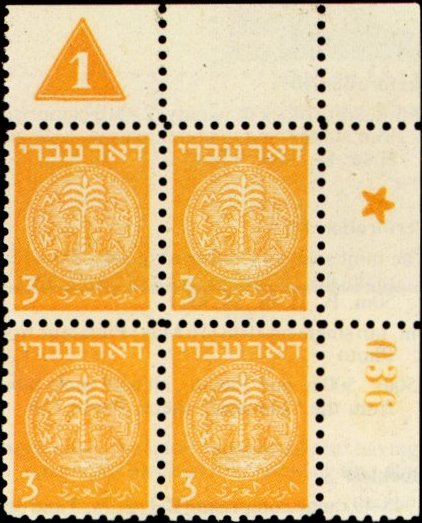
Почтовая марка из первой серии Израиля, с изображением шекеля времён первой иудейской войны

C 16 мая 1948 года Государством Израиль эмитировались почтовые марки, находившиеся в ведении Израильского почтового ведомства. Первая серия почтовых марок называлась Doar Ivri (букв. «Еврейский почтовый сбор»), см. на рисунке, а последующие почтовые марки выходили с надписью англ. «Israel» («Израиль»). Надписи на израильских марках делаются на трёх языках, на арабском, английском и иврите, продолжая традицию Британского мандата в Палестине. Израильская почта впервые выпустила доплатные марки, тет-беши и гаттеры в 1948 году, авиапочтовые марки в 1950 году, служебные марки в 1951 году и провизории в 1960 году. У Армии обороны Израиля имеется полевая почта, но в 1948 году она отказалась от планов выпуска собственных почтовых марок.
В 1955 году в Негеве начала работать первое израильское передвижное почтовое отделение. К 1990 году в Израиле насчитывалось 53 почтовых маршрута для 1058 населённых пунктов, включая израильские поселения на Западном берегу реки Иордан и в секторе Газа. Из-за гиперинфляции в 1982 году и в 1984 году Израиль эмитировал безноминальные марки В 1990-е годы Израиль экспериментировал с автоматами по продаже почтовых ярлыков (знаков почтовой оплаты).
Всего в Израиле вышло 110 новых выпусков в 1960-е годы, 151 — в 1970-е годы, 162 — в 1980-е годы и 216 — в 1990-е годы. После 2000 года появилось более 320 новых почтовых марок. У израильских почтовых марок имеются на полях марочных листов с надписями на иврите и обычно на английском или французском языке. Также популярны рисунки общенациональных и местных почтовых штемпелей.
С 1967 года по 1994 год Израиль осуществлял почтовую связь на захваченных территориях Западного берега реки Иордан и сектора Газа. Он продолжает осуществлять почтовую связь в аннексированном Восточном Иерусалиме и на сирийских Голанских высотах.

### Палестинская национальная администрация
C 1994 года Палестинская национальная администрация (ПНА) открыла почтовые отделения на территории Палестинской национальной автономии, разработала собственные уникальные почтовые штемпели и выпускала почтовые марки. ПНА выпустила десятки почтовых марок и почтовых блоков с 1994 года, за исключением 2004 года и 2007 года.
В соответствии с соглашениями, заключёнными между Израилем и ПНА после Соглашений в Осло, в полномочия ПНА входит осуществление почтовой связи, эмиссия почтовых марок и цельных вещей, установление почтовых тарифов. В 1999 году ПНА и Израиль договорились о том, что почтовые отправления ПНА могут напрямую пересылаться в Египет и Иорданию Министерство телекоммуникаций и информационных технологий ПНА резко критиковало почтовую связь в районах, находящихся под контролем Израиля[почему?].
Несмотря на некоторые первоначальные сомнения в филателистическом сообществе, почтовые марки ПНА стали использоваться для оплаты пересылки почтовых отправлений на территории ПНА и международных почтовых отправлений. Всемирный почтовый союз и государства-участники, как правило, не признают почтовые марки, выпущенные администрациями, которые не добились полной независимости, хотя ВПС налаживает связи с ними и поддерживает такие администрации.

#### Почтовые марки Государства Палестина
9 января 2013 года, после повышения статуса палестинской миссии ООП в ООН до статуса государства-наблюдателя (29 ноября 2012 года), палестинской почтовой службой была эмитирована первая почтовая марка с надписью англ. «State of Palestine» («Государство Палестина»).

## Пропагандистские виньетки

### Виньетки Еврейского национального фонда
Еврейский национальный фонд (ЕНФ) изготовил и продал тридцать миллионов виньеток с 1902 года по 1914 год в качестве «пропагандистских материалов», чтобы «помочь распространению идей сионизма». Виньетка «Сион» стала самой продаваемой: было продано 20 миллионов экземпляров этой виньетки бело-голубого цвета с изображением звезды Давида и надписью «Zion» («Сион»). Были проданы четыре миллиона виньеток «Герцль», выпускаемых с 1909 года по 1914 год. На виньетке был изображён Теодор Герцль, который смотрит на группу рабочих в Палестине, для чего было взято его знаменитое изображение на Рейнском мосту, сделанное на Первом сионистском конгрессе, и наложено на вид с балкона, выходящего на Старый город в Иерусалиме. Было реализовано примерно по миллиону виньеток с изображениями Макса Нордау, Давида Вольфсона, Стены Плача, карты Палестины, исторических сцен и пейзажа Палестины. Всего с 1902 года по 1947 год головным офисом ЕНФ в Иерусалиме было напечатано 266 различных виньеток.

### Англо-палестинская компания
Виньетки также выпускались Англо-палестинской компанией (APC), предшественницей израильского банка Bank Leumi. В 1915 году Ахмед Джемаль-паша, который правил Сирией и Палестиной от имени Османской империи, издал антисионистский указ с распоряжением о «конфискации почтовых марок, сионистских флагов, ассигнаций, банкнот Англо-палестинской компании в форме чеков, которые распространяются среди указанных элементов, и издал распоряжение о роспуске всех подпольных сионистских обществ и организаций …». После Первой мировой войны Англо-палестинская компания полагалась на почтовые марки британских властей, на которых был сделан прокол APC.

### Виньетки палестинских организаций
В период действия мандата палестинские группы выпустили четыре явных пропагандистских виньетки (или серии): рекламную виньетку для Арабской ярмарки в Иерусалиме (апрель 1934), серию из пяти виньеток, выпущенных финансовым департаментом Верховного арабского комитета (Бейт аль-Маль аль-'Араби, 1936), серию из трёх виньеток, выпущенных Арабским общественным фондом (Сандук аль-Умма аль-'Араби, дата неизвестна) и серию из пяти виньеток (1, 2, 5 милсов; 1 и 2 цента США) с надписью англ. «Palestine For The Arabs» «Палестина для арабов» и с изображением Купола скалы и Храма Гроба Господня на фоне карты Палестины (Яффа, 1938).
После 1948 года палестинские организации выпустили множество пропагандистских виньеток, поэтому следующие списки могут быть неполными:
«День Сирии и Ливана» (Syria and Lebanon Day, одна виньетка, дата неизвестна, 1940-е годы?), «Исламский дом сирот» (Islamic Orphan House, пять виньеток, дата неизвестна, 1940-е годы?), «Генеральный профсоюз палестинских рабочих» (General Union of Palestine Workers, одна виньетка, 5 филей, дата неизвестна, 1960-е годы?), «Благотворительная ассоциация семей заключённых и задержанных» (Charitable Association for the Families of Prisoners and Detainees, одна виньетка, изображение матери с ребёнком, дата неизвестна, 1960-е годы?).
Организация освобождения Палестины (ООП) выпустила в Газе виньетку номиналом 5 милей с изображением карты и солнца (1964). ФАТХ (Движение за национальное освобождение Палестины) выпустила ряд серий: десять виньеток (1968-69) и блок из четырёх виньеток (1969?), в основном о сражении под Караме, серию из трёх виньеток в честь пятилетия ФАТХ (1970, сюжет: мандатные марки).
Выпуски Народного фронта освобождения Палестины (НФОП): серия из четырёх виньеток, выпущенная в 1969 или 1970 году. Виньетки «Благотворительная ассоциация семей заключённых и задержанных» (Charitable Association for the Families of Prisoners and Detainees) были выпущены в 1970-е годы с названием НФОП (PFLP) на английском языке (две виньетки: 5 центов США и 5 долларов США), за ними последовали семь виньеток в честь Гассана Канафани (1974), лист из 25 виньеток с изображением героев (1974) и лист из 12 виньеток с видами городов (1975).
Демократический фронт освобождения Палестины (ДФОП) выпустил две серии виньеток в 1970-е годы: пять виньеток с изображением героев и две виньетки с борцами за свободу на фоне земного шара. Палестинский фронт народной борьбы (ПФНБ) отметился двумя сериями виньеток с сюжетами Лейла Халед и партийная символика (карта, автомат, Купол скалы). Среди других групп, выпускавших пропагандистские виньетки в 1970-е годы, — Организация за арабскую Палестину и Организация действий за освобождение Палестины.
В 1980-е годы, по меньшей мере, 18 различных виньеток относятся к Первой палестинской интифаде. Так, на листах и блоках виньеток помещены изображения марок видовой серии мандатного периода 1927 года с надпечатками на английском, французском, немецком и арабском языках: «Интифада 7 декабря 1987 года» (Intifadah 7 December 1987) и «Декларация государственности 15 ноября 1988 года» (Declaration of Statehood 15 November 1988).

### Комментарии
1. ↑  С 1918—1922 года территория, известная сегодня как Иордания была частью Британского мандата Палестины до её отделения и создания эмирата Трансиордании (Transjordan). Если не указано иное, в этой статье выражение «Британский мандат» и связанные с ним термины относятся к мандату после 1922 года, к западу от реки Иордан.